# Crocidura grandiceps
Crocidura grandiceps є видом ссавців родини Soricidae. Мешкає в Беніні, Кот-д'Івуарі, Гані, Гвінеї, Ліберії, Нігерії та Того. Його природне середовище існування — субтропічні або тропічні вологі рівнинні ліси. Йому загрожує втрата середовища існування через сільське господарство та аквакультуру, а також лісозаготівлю та заготівлю деревини. Щоб підвищити захист середовища існування C. grandiceps, проводяться заходи щодо збереження землі/води. Список МСОП класифікує C. grandiceps як найменше занепокоєння станом на 2024 рік.